# Traumatisme físic
Un traumatisme físic o un trauma físic es refereix a una lesió física, causada per una causa externa. Un pacient traumàtic és algú que ha patit lesions físiques greus i potencialment mortals, amb la possibilitat de complicacions secundàries com ara xoc, insuficiència respiratòria i mort.

## Causes més comunes
Accidents domèstics, accidents de trànsit, accidents laborals, caigudes, agressions.

## Símptomes i signes
Hi ha una àmplia varietat de símptomes i signes que s'associen a un trauma físic, per exemple: dolor, hemorràgia, dispnea, desorientació, xoc, pèrdua de consciència, o fins i tot la mort.

## Mortalitat

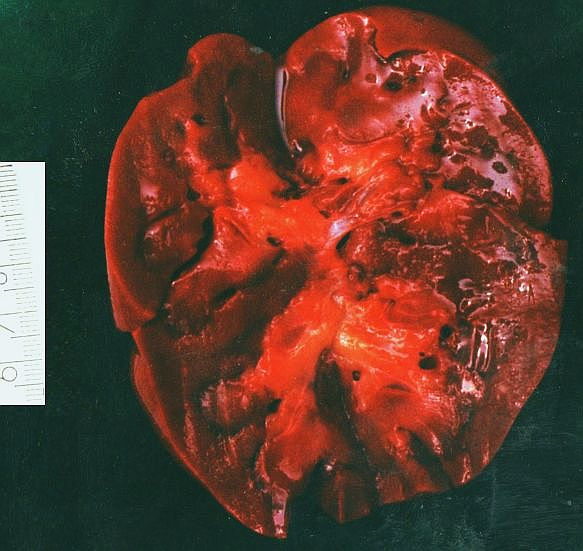
Esclat del ronyó per traumatisme mortal (accident de trànsit)

La mort per traumatisme usualment passa durant tres pics diferents: immediatament, dins de la primera hora i tardanament. Les morts immediates sovint es deuen a l'apnea, greu lesió cerebral o de la medul·la espinal alta, o a la ruptura del cor o dels grans vasos sanguinis. Les morts prematures es produeixen en qüestió de minuts a hores i són sovint a causa d'un hematoma subdural, hematoma epidural, hemotòrax, pneumotòrax, trencament de melsa, laceració hepàtica o fractura de la pelvis o de fèmur. Això es coneix com l'hora d'or. Les morts tardanes es produeixen al termini de dies o setmanes després del traumatisme.